# 더 나이트 클럭
《더 나이트 클럭》(영어: The Night Clerk)은 2020년 개봉한 미국의 범죄 스릴러 영화이다.

## 출연진

### 주연
- 타이 쉐리던 - 바트 역
- 아나 디 아르마스 - 안드레아 역
- 존 레귀자모 - 조니 역
- 헬렌 헌트 - 에델 역

### 조연
- 조나단 스캐치 - 닉 역
- 자크 그레이 - 캐런 역